# 鍵崎正己
鍵崎 正己（かぎざき　まさみ、1948年1月22日 - ）は、日本の工学者、実業家である。日東化工株式会社の元代表取締役社長で、現在は同社の顧問を務める。
福岡県出身。昭和45年に九州工業大学工学部工業化学科を卒業し、昭和47年に京都大学大学院工学研究科修士課程を修了。同年、三菱化成工業（現・三菱化学）に入社する。その後、日東化工へ異動し、常務取締役、専務取締役を経て、平成19年に同社の代表取締役社長を務めた。

## 経歴
- 昭和45年3月 九州工業大学工学部工業化学科卒業
- 昭和47年3月 京都大学大学院工学研究科化学工学専攻修士課程修了
- 昭和47年4月 三菱化成工業（現・三菱化学）入社
- 平成6年10月 三菱化学機能資材カンパニーＣＦコンポジット部グループマネージャー
- 平成11年3月 同社坂出事業所機能炭材センター長
- 平成11年10月 同社坂出事業所機能炭材センター長兼技術開発部長
- 平成14年4月 日東化工ゴム営業第二部長
- 平成14年6月 取締役ゴム事業部門副部門長兼ゴム営業第二部長
- 平成15年6月 専務取締役ゴム事業部門長
- 平成18年6月 専務取締役ゴム事業部門長
- 平成19年6月 代表取締役社長
- 平成24年4月 同社顧問